# City Minister
Le poste de City Minister est un ministre du gouvernement du Royaume-Uni au sein du Trésor de Sa Majesté. Le ministre est responsable du secteur britannique des services financiers, communément appelé la City. Le poste est vacant depuis juillet 2022.
Le terme City Minister a été utilisé pour la première fois comme surnom pour le poste de secrétaire des services financiers au Trésor, créé par Gordon Brown lors de son entrée en fonction en octobre 2008. La seule personne à avoir occupé ce poste était Paul Myners, qui a servi d'octobre 2008 à mai 2010,.
En mai 2010, dans le cadre de la réorganisation ministérielle du gouvernement Cameron, le poste de secrétaire des services financiers au Trésor a été supprimé. Cependant, l'idée qu'il y ait un ministre spécifiquement responsable de la City a été retenue et il a été décidé que le poste serait occupé en même temps que le poste de secrétaire financier au Trésor, alors occupé par Mark Hoban.
À la suite de la promotion de Sajid Javid au secrétaire d'État à la Culture, aux Médias et aux Sports en avril 2014, le portefeuille du City Minister a été transféré du secrétaire financier au Trésor au secrétaire économique au Trésor.
À la suite des élections générales anticipées de 2017, le City Minister Simon Kirby a perdu son siège et a été remplacé par Stephen Barclay.

## Liste des titulaires
Légende (pour les partis politiques) : 
| Nom                                                      | Nom                                                      | Portrait                                                 | Mandat                                                   | Mandat                                                   | Parti politique                                          | Premier ministre | Premier ministre    | Chancelier |
| -------------------------------------------------------- | -------------------------------------------------------- | -------------------------------------------------------- | -------------------------------------------------------- | -------------------------------------------------------- | -------------------------------------------------------- | ---------------- | ------------------- | ---------- |
| En tant que secrétaire des services financiers au Trésor | En tant que secrétaire des services financiers au Trésor | En tant que secrétaire des services financiers au Trésor | En tant que secrétaire des services financiers au Trésor | En tant que secrétaire des services financiers au Trésor | En tant que secrétaire des services financiers au Trésor |                  | Brown               | Darling    |
|                                                          | Paul Myners                                              |                                                          | 3 octobre 2008                                           | 13 mai 2010                                              | Travailliste                                             |                  | Brown               | Darling    |
| Secrétaire financier du Trésor                           | Secrétaire financier du Trésor                           | Secrétaire financier du Trésor                           | Secrétaire financier du Trésor                           | Secrétaire financier du Trésor                           | Secrétaire financier du Trésor                           |                  | Cameron (Coalition) | Osborne    |
|                                                          | Mark Hoban                                               |                                                          | 13 mai 2010                                              | 4 Septembre 2012                                         | Conservateur                                             |                  | Cameron (Coalition) | Osborne    |
|                                                          | Greg Clark                                               |                                                          | 4 septembre 2012                                         | 7 octobre 2013                                           | Conservateur                                             |                  | Cameron (Coalition) | Osborne    |
|                                                          | Sajid Javid                                              |                                                          | 7 octobre 2013                                           | 9 avril 2014                                             | Conservateur                                             |                  | Cameron (Coalition) | Osborne    |
| Secrétaire économique du Trésor                          |                                                          |                                                          |                                                          |                                                          |                                                          |                  | Cameron (Coalition) | Osborne    |
|                                                          | Andrea Leadsom                                           |                                                          | 9 avril 2014                                             | 11 mai 2015                                              | Conservateur                                             |                  | Cameron (Coalition) | Osborne    |
|                                                          | Harriett Baldwin                                         |                                                          | 11 mai 2015                                              | 16 juillet 2016                                          | Conservateur                                             | Cameron (II)     |                     | Osborne    |
|                                                          | Simon Kirby                                              |                                                          | 16 juillet 2016                                          | 8 juin 2017                                              | Conservateur                                             |                  | May                 | Hammond    |
|                                                          | Stephen Barclay                                          |                                                          | 14 juillet 2017                                          | 9 janvier 2018                                           | Conservateur                                             |                  | May                 | Hammond    |
|                                                          | John Glen                                                |                                                          | 9 janvier 2018                                           | 6 juillet 2022                                           | Conservateur                                             |                  | May                 | Hammond    |
| Johnson                                                  | John Glen                                                | Javid                                                    | 9 janvier 2018                                           | 6 juillet 2022                                           | Conservateur                                             |                  |                     |            |
| Johnson                                                  | John Glen                                                | Sunak                                                    | 9 janvier 2018                                           | 6 juillet 2022                                           | Conservateur                                             |                  |                     |            |